# Wiederaufbau von Kassel nach dem Zweiten Weltkrieg
Der Wiederaufbau von Kassel nach dem Zweiten Weltkrieg ist ein Teil der Geschichte der Stadt Kassel.
Am 7. April 1945 wurde Willi Seidel vom amerikanischen Militärkommandanten, Major Lamson, zum kommissarischen Oberbürgermeister von Kassel ernannt. Nach dem Luftangriff auf Kassel am 22. Oktober 1943 und den Folgen der nationalsozialistischen Kriegswirtschaft mangelte es an allem: Die Verwaltung bestand zu diesem Zeitpunkt nicht mehr, die Infrastruktur (etwa das Gas- und Wasser- und Stromnetz) war in großen Teilen zerstört und daher nicht betriebsbereit, ebenso Industrieanlagen und Wohnhäuser. Es dominierte eine Mangelwirtschaft mit Schwarzmarkt, verschärft wurde diese Situation durch die in die Stadt einkehrenden Flüchtlinge und heimkommenden Soldaten.

## Lebensbedingungen

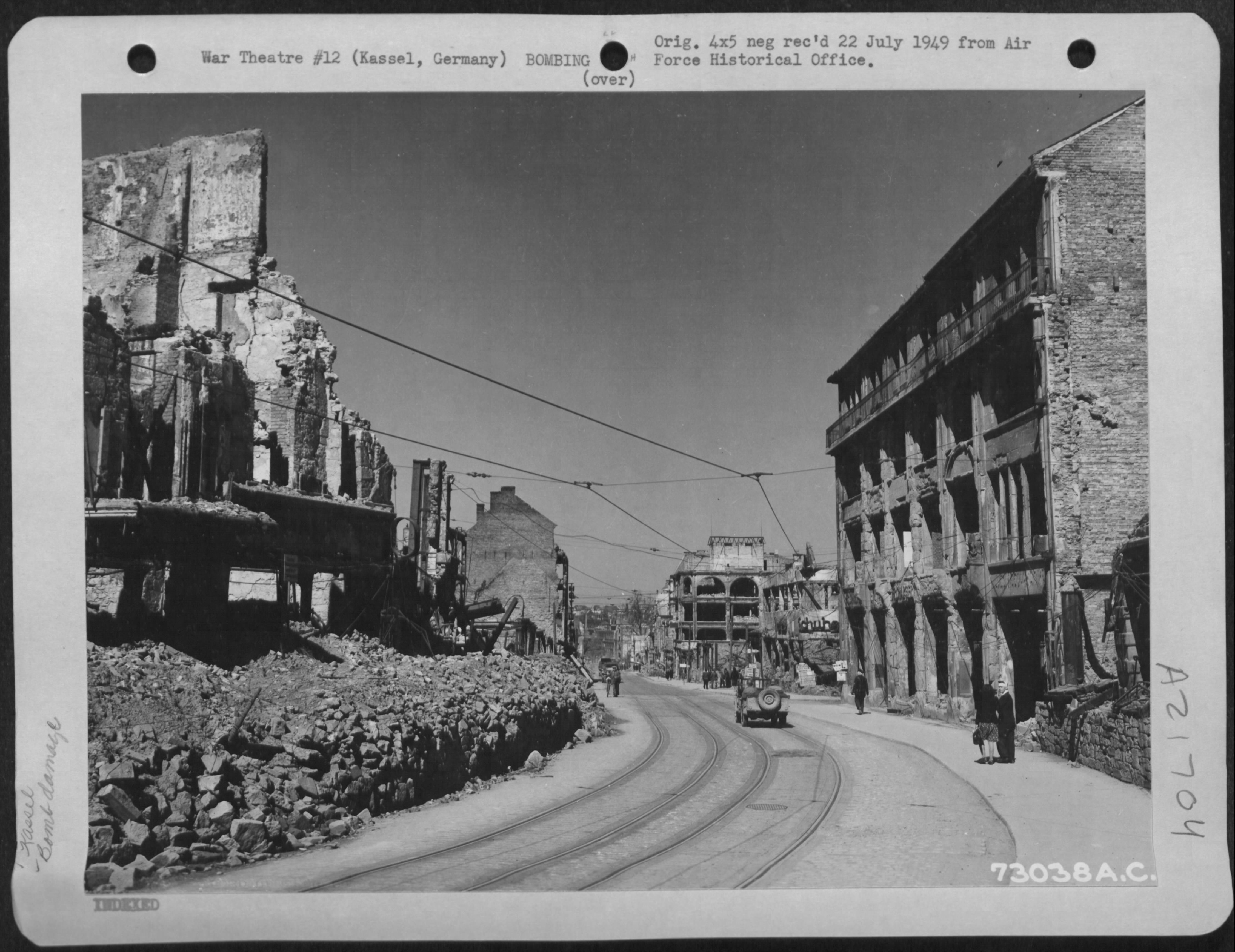
Die untere Königsstraße, 1945

Neben diesem politischen Neuanfang blieben die Lebensumstände breiter Bevölkerungsschichten in den Nachkriegsjahren schwierig. Die Kohlenlieferungen waren viel zu gering, so dass im Januar 1947 der Strom teilweise abgeschaltet werden musste. Die Lebensmittelrationen wurden zugeteilt, pro Woche gab es 100 g Fleisch und 50 g Fett über Lebensmittelkarten. Es regierte der Mangel, aber die Hoffnung auf besseren Zeiten lebte.
Um den Wiederaufbau zu beschleunigen, wurden die Kasseler Bürger verpflichtet, 14 Tage bei der Schuttbeseitigung auf großen Straßen und Plätzen zu helfen. So wurden bis April 1946 22.800 m² Schutt beseitigt. Jetzt konnte der eigentliche Wiederaufbau beginnen.

## Wiederaufbauplanung
Nahezu alle Baudenkmäler der Stadt Kassel waren beschädigt, so dass ein großer Interpretationsspielraum für Neuplanungen entstand.
Am 5. April 1946 wurde eine Ausstellung über den geplanten Wiederaufbau Kassel der Öffentlichkeit vorgestellt. Die ausgestellten Aufbaupläne beruhten unverändert auf den Entwürfen des Stabes von Albert Speer aus der Zeit des Nationalsozialismus und lösten deshalb Empörung und Widerstand aus. Die Pläne von Stadtbaurat Erich Heinicke werden prägend für das Stadtbild der Nachkriegszeit.
Der Wiederaufbau orientierte sich häufig nicht nach dem Erhaltungsgrad des Gebäudes, so wurde die schwer getroffene Orangerie vollständig rekonstruiert, andere Gebäude, die wenig getroffen waren, wurden abgerissen, um umfassende Änderungen und Korrekturen im Stadtbild vorzunehmen: So wurde das späthistoristische Staatstheater abgerissen, um entsprechend der historischen Intention den Blick wieder vom Friedrichsplatz in die Landschaft zu ermöglichen. Von der ehemaligen Stiftskirche St. Martin wurde das Kirchenschiff rekonstruiert, mit den markanten neuen Türmen (1954 bis 1958 errichtet) von Heinrich Otto Vogel eine neue Landmarke geschaffen.

## Politische Entwicklung nach dem Krieg
Durch die Mangelversorgung ging der Wiederaufbau von Kassel schleppend voran. Demgegenüber begann das politische Leben, sich wieder schnell zu regen. Im Vorfeld der geplanten Kommunalwahlen gaben die Besatzungsbehörden Anfang September Richtlinien heraus, die regelten, wie die Bildung von politischen Parteien und Gewerkschaften ablaufen sollte, damit diese auch genehmigt wurden. 
Dies führte dazu, dass die politischen Parteien schnell wieder gegründet oder neu gegründet wurden. Die SPD und KPD konnten auf alte Strukturen zurückgreifen, während CDU und FDP, in denen sich die bürgerlichen Kräfte sammelten, sich erst organisieren mussten.
In Kassel-Bettenhausen fand am 9. September 1945 die Gründung des Freien Deutschen Gewerkschaftsbundes in der Spinnfaser AG statt.
Die Gründung des Freien Deutschen Gewerkschaftsbunds in Kassel war die erste große Veranstaltung nach dem Krieg.

## Genossenschaftlicher Wiederaufbau
Nach dem Krieg musste wieder einmal an den Geist der genossenschaftlichen Mitglieder appelliert werden. Ohne die Bereitschaft der Bewohner in den einzelnen Häusergruppen zur tatkräftigen Mithilfe wäre es mit dem Wiederaufbau der Genossenschaft nicht so schnell vorangegangen. Sowohl bei der Räumung des Trümmerschuttes und der Herrichtung von Backsteinen als auch bei der Heranschaffung von Bauholz bewährte sich die genossenschaftliche Idee.
Gemeinsam wurde in dieser für alle Mitglieder schweren Zeit des Elends und der Not an der Beseitigung der Kriegsschäden und der Wiederherstellung der zerstörten Häuser und Wohnungen gearbeitet. Unendlich viel ist in den ersten Jahren nach dem Krieg von allen Genossen für den Wiederaufbau des Spar- und Bauvereins geleistet worden.

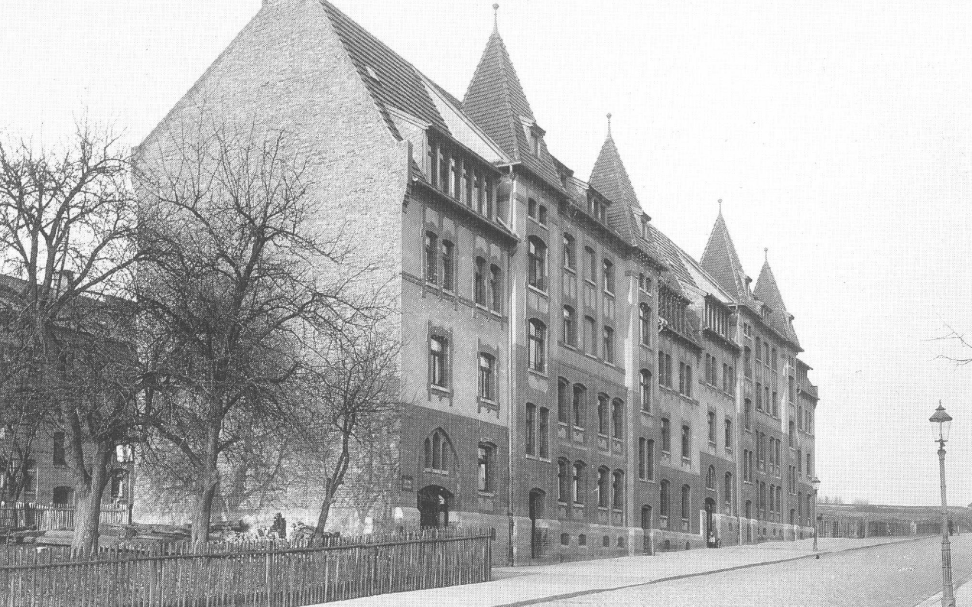
Frühere Häuser der Heinrich-Heine-Straße um 1900

Am 8. November 1946 wurde der Wiederaufbau der Häuser der Heinrich-Heine-Straße genehmigt. In den folgenden drei Jahren konnten die Wohnungen in dem wiederaufgebauten Haus der Heinrich-Heine-Straße 15 (1950) fertiggestellt werden. Ende des Jahres 1954 waren die zwei Häuser der Heinrich-Heine-Straße 13 und 13a mit 16 Wohnungen bezugsfertig.

## Privater Wiederaufbau
Zuerst wurde nach dem Krieg ein Provisorium errichtet, das 1963 abgerissen wurde. Der sofortige und zügige Wiederaufbau des Anwesens verzögerte sich, weil die Erben sowohl in der amerikanischen als auch in der sowjetischen Besatzungszone lebten. Bis 1960 wurden Planungsunterlagen und Konzepte erstellt. Schwierigkeiten bezüglich der Finanzierung stellten sich ein, da es allen offiziellen Dienststellen der westlichen Besatzungszonen untersagt war, mit den in der sowjetischen Besatzungszone wohnhaften Erben zu korrespondieren (so die Aussage der Bauherren und heutigen Besitzer). Langwierige Verhandlungen Otto Mäders mit den zuständigen Stellen der SBZ waren die Folge. Erst am 19. März 1963 lagen die notwendigen Genehmigungen des Rates des Bezirkes Karl-Marx-Stadt (Chemnitz) vor. Jetzt konnte die notwendige Grundbuchänderung erfolgen und im Frühjahr 1963 mit dem Neuaufbau des zerstörten Hauses in der Frankfurter Straße 59 bis 61 begonnen werden. Durch die Wirren des Krieges und die Teilung Deutschlands war die Familie Mäder verstreut, unter anderem in die DDR und nach Amerika. 1964 wurden das neue Wohn- und Geschäftshaus sowie die Gaststätte von Else Wetzel, geborene Mäder, und ihrer Familie in Betrieb genommen. Das heutige Anwesen mit der Gaststätte wird von den Erben verwaltet.